# Discocyrtus guarauna
Discocyrtus guarauna is een hooiwagen uit de familie Gonyleptidae.